# António Serifo Embaló
António Serifo Embaló (* 5. Mai 1963 in Pitche, Region Gabú, Guinea-Bissau) ist ein Politiker und Diplomat von Guinea-Bissau. Er ist Mitglied der Partido para a Renovação Social (PRS).

## Werdegang
1993 schloss Embaló ein Studium der Tourismuswirtschaft am Higher Institute of Economics Vama in Bulgarien ab. Von 2009 bis 2011 war er Vorsitzender des Fachausschusses der Assembleia Nacional Popular (ANP) für Wirtschaft und Finanzen, Planung, Handel und Industrie. Zwischen 2006 und 2008 hatte Embaló verschiedene Ämter inne. Unter anderem war er Minister für öffentliche Gesundheit, Minister für Handel und Handwerk und Staatssekretär für Handel, Industrie und Handwerk. 2012 wurde er zum Generaldirektor des Unternehmens PETROGUIN und 2018 zum Minister für Energie, Industrie und natürliche Ressourcen ernannt.
Am 17. Juni 2020 wurde Embaló zum Botschafter Guinea-Bissaus in der Volksrepublik China ernannt und löste Malam Sambu ab, der nach zehn Jahren in Peking Fischereiminister wurde. Am 11. November 2021 übermittelte Embaló seine Zweitakkreditierung als Botschafter für Osttimor aufgrund der Corona-Pandemie per Videokonferenz.

## Sonstiges
Embaló spricht Portugiesisch, Bulgarisch und Französisch.